# Ute Hommola
Ute Hommola (n. 20 ianuarie 1952, Weißenborn/Erzgeb., Saxonia, Germania) este o aruncătoare de suliță ce a reprezentat Republica Democrată Germană, medaliată olimpică. A participat la o ediție a Jocurilor Olimpice (1980) în care a câștigat medalia de bronz.

## Palmares
| An   | Competiție           | Locație                    | Loc | Note    |
| ---- | -------------------- | -------------------------- | --- | ------- |
| 1978 | Campionatul European | Praga, Cehoslovacia        | 3   | 62,32 m |
| 1980 | Jocurile Olimpice    | Moscova, Uniunea Sovietică | 3   | 66,56 m |
| 1981 | Cupa Europei         | Zagreb, Iugoslavia         | 4   | 62,82 m |